# Pigment

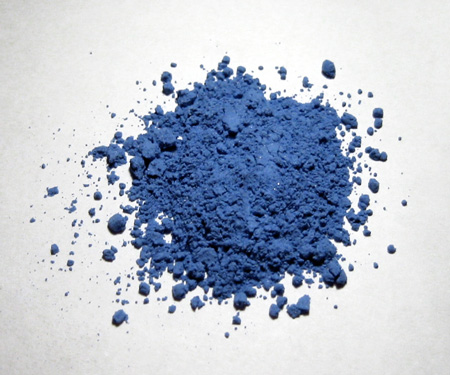
Pigment natural ultramarin

Pigmentul este o moleculă sau macromoleculă insolubilă, ce are proprietatea să absoarbă unde cu lungimi specifice. Pigmentul are o anumită culoare specifică, pe care o transmite celulelor, țesuturilor, materialelor, ce conțin pigmentul dat.
Ca toate materialele, culoarea pigmenților apare deoarece aceștia absorb doar anumite lungimi de undă ale luminii vizibile. Proprietățile de legătură ale materialului determină lungimea de undă și eficiența absorbției luminii.Lumina de alte lungimi de undă este reflectată sau împrăștiată. Spectrul de lumină reflectată definește culoarea pe care o observăm.
Aspectul pigmenților este sensibil la sursa de lumină. Lumina soarelui are o temperatură de culoare ridicată și un spectru destul de uniform. Lumina soarelui este considerată un standard pentru lumina albă. Sursele de lumină artificială sunt mai puțin uniforme.
Spațiile de culoare utilizate pentru a reprezenta culorile numeric trebuie să specifice sursa lor de lumină. Măsurătorile de culoare de laborator, cu excepția cazului în care se menționează altfel, presupun că măsurarea a fost înregistrată sub o sursă de lumină D65 sau „Daylight 6500 K”, care este aproximativ temperatura de culoare a luminii solare.

Lumina soarelui întâlnește pigmentul Rosco R80 „Albastru primar”. Produsul spectrului sursei și spectrul de reflexie al pigmentului are ca rezultat spectrul final și apariția albastrului.
Alte proprietăți ale unei culori, cum ar fi saturația sau luminozitatea acesteia, pot fi determinate de celelalte substanțe care însoțesc pigmenții. Lianții și materialele de umplutură pot afecta culoarea.

## Pigmenți organici
- Betalaină